# 大同生命肥後橋ビル
大同生命肥後橋ビル（だいどうせいめいひごばしビル）とは、かつて日本の大阪府大阪市西区にあった建築物である。大同生命館、大同生命ビル、大同ビルとも称された。

## 建設
大同生命保険会社により本社社屋として建築が企てられたもので、用地は大同生命の創立者たる広岡久右衛門の邸があった、かつての大阪府大阪市西区土佐堀通一丁目1番（現・大阪府大阪市西区江戸堀一丁目2番1号）の地である。建築設計はヴォーリズ建築事務所、構造顧問は内藤多仲に委嘱とされた。この計画に当たって、ヴォーリズと大同生命広岡恵三社長は1920年（大正9年）4月より8月までの間、アメリカへの視察旅行を行い、当地において幾多の生命保険会社を見学したのであった。
建設は1922年（大正11年）10月4日に着手された。然るに工事途中突発した関東大震災をふまえ、暫時工事中止の上、耐震の向上のため当初計画の10階建てを9階建てにするなどの設計変更が加えられることを経て、1925年（大正14年）6月6日に落成した。

## 完成後
このビルを大同生命が本社としたことはもとより、広岡家が掌握する加島銀行や広岡合名会社などの各社が居を構えたのであった。第二次世界大戦での日本敗戦後の混乱期に入ると、アメリカ占領軍による施設の収奪が近隣の住友ビル（現 三井住友銀行大阪本店ビル）や大ビルになされる中、本ビルは収奪を免れた。そうしたこともあり、当時本店のそごう大阪店を接収されていた十合百貨店（そごう）は、大阪府の斡旋により1946年（昭和21年）10月1日から当館の1階および2階を賃借して臨時の本店とした。そして2階を本部事務所としたうえ、1階には同年11月1日より1950年（昭和25年）9月まで「そごう卸商品館」と称する店舗を、同年10月よりは「十合大阪ユニバーサル・ストア」と称する在日外国人向けの店舗を運営する運びとなった。これは大阪店の接収解除による復旧により1952年（昭和27年）3月をもって閉鎖となった。このほか石原産業にも賃貸された。
大同生命は1972年（昭和47年）新本社社屋を大阪府吹田市江坂に完成させ、同地に移転したが、それ以後も当館は引き続き同社社屋として維持された。
時勢は移り、同社は当館解体撤去の上、跡地に新本社社屋（現・大同生命大阪本社ビル）を建築して、再び当地に本社を復旧する計画を1987年（昭和62年）7月発表し、1990年（平成2年）当館の取り壊しに着手した。